# Ostorhinchus compressus
Ostorhinchus compressus е вид лъчеперка от семейство Apogonidae. Видът е незастрашен от изчезване.

## Разпространение и местообитание
Разпространен е в Австралия, Вануату, Виетнам, Индонезия, Малайзия, Нова Каледония, Папуа Нова Гвинея, Провинции в КНР, Соломонови острови, Тайван, Уолис и Футуна, Филипини и Япония.
Среща се на дълбочина от 2 до 20 m, при температура на водата от 26,8 до 29,2 °C и соленост 32,2 – 35 ‰.

## Описание
На дължина достигат до 12 cm.
Популацията на вида е стабилна.